# Communauté de communes Est-Épinal Développement
Die Communauté de communes Est-Épinal Développement war ein kommunaler Zusammenschluss von sieben Gemeinden unmittelbar nordöstlich von Épinal.
Der am 8. Juli 2005 gegründete Kommunalverband hatte 5458 Einwohner (2007) auf 58,09 km², was einer Bevölkerungsdichte von 94 Einwohnern/km² entsprach. Sitz des Verbandes war die Gemeinde Deyvillers.
Der Name des Verbandes bedeutet wörtlich Entwicklung im Osten Épinals und deutet auf die engen wirtschaftlichen Verflechtungen mit der Stadt Épinal hin.
Der Kommunalverband wurde gebildet, um die materiellen Ressourcen der Gemeinden zu bündeln und die wirtschaftliche und touristische Entwicklung zu koordinieren. Zum Aufgabengebiet des Kommunalverbandes zählten die Raumplanung sowie die gemeindeübergreifende Wirtschaftsförderung. Die Communauté de communes Est-Épinal Développement hatte sich darüber hinaus zum Ziel gesetzt, auf den Gebieten Kultur, Sport sowie des Umweltschutzes eng zusammenzuarbeiten.
Am 1. Januar 2012 ging die Communauté de communes Est-Épinal Développement im neuen Kommunalverband Agglomération d’Épinal auf.

## Ehemalige Mitgliedsgemeinden
- Aydoilles
- Dogneville
- Deyvillers
- Dignonville
- Jeuxey
- Longchamp
- Vaudéville